# Sărituri în apă la Jocurile Olimpice de vară din 2016 - 3 metri trambulină (feminin)
Proba feminină de 3 metri trambulină de la Jocurile Olimpice de vară din 2016 de la Rio de Janeiro a avut loc în perioada 12-14 august, la Centrul Acvatic „Maria Lenk”.

## Formatul competiției
Competiția s-a desfășurat în 3 etape:
- Etapa preliminară: toate cele 30 de sportive au sărit de cinci ori; primele 18 sportive s-au calificat în semifinală
- Semifinala: cele 18 sportive au sărit de cinci ori; punctajele in calificări au fost șterse și primele 12 din clasament s-au calificat în finală.
- Finala: Cele 12 sportive au sărit de cinci ori. Punctajele din semifinală au fost șterse și primele trei din clasament au primit medaliile de aur, argint și bronz.

## Rezultate
Pe fundal verde sunt sportivele care s-au calificat în finală
| 1  | Shi Tingmao (CHN)              | 357.55 | 3  | 385.00                              | 1                                   | 81.00                               | 81.00                               | 84.00                               | 79.05                               | 81.00                               | 406.05                              |                                     |                                     |                                     |                                     |                                     |                                     |                                     |                                     |                                     |                                     |                                     |                                     |                                     |                                     |                                     |                                     |                                     |                                     |                                     |                                     |                                     |                                     |                                     |                                     |                                     |                                     |                                     |                                     |                                     |                                     |                                     |                                     |                                     |                                     |                                     |                                     |                                     |                                     |                                     |                                     |                                     |                                     |                                     |                                     |                                     |                                     |                                     |                                     |                                     |                                     |                                     |                                     |                                     |                                     |                                     |                                     |                                     |                                     |                                     |                                     |                                     |                                     |                                     |                                     |                                     |                                     |                                     |                                     |                                     |                                     |                                     |                                     |                                     |                                     |                                     |                                     |                                     |                                     |                                     |                                     |                                     |
| 2  | He Zi (CHN)                    | 367.05 | 2  | 364.05                              | 2                                   | 81.00                               | 81.00                               | 74.40                               | 76.50                               | 75.00                               | 387.90                              |                                     |                                     |                                     |                                     |                                     |                                     |                                     |                                     |                                     |                                     |                                     |                                     |                                     |                                     |                                     |                                     |                                     |                                     |                                     |                                     |                                     |                                     |                                     |                                     |                                     |                                     |                                     |                                     |                                     |                                     |                                     |                                     |                                     |                                     |                                     |                                     |                                     |                                     |                                     |                                     |                                     |                                     |                                     |                                     |                                     |                                     |                                     |                                     |                                     |                                     |                                     |                                     |                                     |                                     |                                     |                                     |                                     |                                     |                                     |                                     |                                     |                                     |                                     |                                     |                                     |                                     |                                     |                                     |                                     |                                     |                                     |                                     |                                     |                                     |                                     |                                     |                                     |                                     |                                     |                                     |                                     |
| 3  | Tania Cagnotto (ITA)           | 347.30 | 4  | 324.40                              | 7                                   | 76.50                               | 75.00                               | 71.30                               | 69.00                               | 81.00                               | 372.80                              |                                     |                                     |                                     |                                     |                                     |                                     |                                     |                                     |                                     |                                     |                                     |                                     |                                     |                                     |                                     |                                     |                                     |                                     |                                     |                                     |                                     |                                     |                                     |                                     |                                     |                                     |                                     |                                     |                                     |                                     |                                     |                                     |                                     |                                     |                                     |                                     |                                     |                                     |                                     |                                     |                                     |                                     |                                     |                                     |                                     |                                     |                                     |                                     |                                     |                                     |                                     |                                     |                                     |                                     |                                     |                                     |                                     |                                     |                                     |                                     |                                     |                                     |                                     |                                     |                                     |                                     |                                     |                                     |                                     |                                     |                                     |                                     |                                     |                                     |                                     |                                     |                                     |                                     |                                     |                                     |                                     |
| 4  | Jennifer Abel (CAN)            | 373.00 | 1  | 343.45                              | 3                                   | 76.50                               | 69.00                               | 72.85                               | 79.90                               | 69.00                               | 367.25                              |                                     |                                     |                                     |                                     |                                     |                                     |                                     |                                     |                                     |                                     |                                     |                                     |                                     |                                     |                                     |                                     |                                     |                                     |                                     |                                     |                                     |                                     |                                     |                                     |                                     |                                     |                                     |                                     |                                     |                                     |                                     |                                     |                                     |                                     |                                     |                                     |                                     |                                     |                                     |                                     |                                     |                                     |                                     |                                     |                                     |                                     |                                     |                                     |                                     |                                     |                                     |                                     |                                     |                                     |                                     |                                     |                                     |                                     |                                     |                                     |                                     |                                     |                                     |                                     |                                     |                                     |                                     |                                     |                                     |                                     |                                     |                                     |                                     |                                     |                                     |                                     |                                     |                                     |                                     |                                     |                                     |
| 5  | Maddison Keeney (AUS)          | 323.35 | 9  | 326.35                              | 4                                   | 64.50                               | 64.50                               | 60.00                               | 79.05                               | 81.60                               | 349.65                              |                                     |                                     |                                     |                                     |                                     |                                     |                                     |                                     |                                     |                                     |                                     |                                     |                                     |                                     |                                     |                                     |                                     |                                     |                                     |                                     |                                     |                                     |                                     |                                     |                                     |                                     |                                     |                                     |                                     |                                     |                                     |                                     |                                     |                                     |                                     |                                     |                                     |                                     |                                     |                                     |                                     |                                     |                                     |                                     |                                     |                                     |                                     |                                     |                                     |                                     |                                     |                                     |                                     |                                     |                                     |                                     |                                     |                                     |                                     |                                     |                                     |                                     |                                     |                                     |                                     |                                     |                                     |                                     |                                     |                                     |                                     |                                     |                                     |                                     |                                     |                                     |                                     |                                     |                                     |                                     |                                     |
| 6  | Esther Qin (AUS)               | 347.25 | 5  | 315.65                              | 10                                  | 72.00                               | 65.10                               | 67.50                               | 67.50                               | 72.00                               | 344.10                              |                                     |                                     |                                     |                                     |                                     |                                     |                                     |                                     |                                     |                                     |                                     |                                     |                                     |                                     |                                     |                                     |                                     |                                     |                                     |                                     |                                     |                                     |                                     |                                     |                                     |                                     |                                     |                                     |                                     |                                     |                                     |                                     |                                     |                                     |                                     |                                     |                                     |                                     |                                     |                                     |                                     |                                     |                                     |                                     |                                     |                                     |                                     |                                     |                                     |                                     |                                     |                                     |                                     |                                     |                                     |                                     |                                     |                                     |                                     |                                     |                                     |                                     |                                     |                                     |                                     |                                     |                                     |                                     |                                     |                                     |                                     |                                     |                                     |                                     |                                     |                                     |                                     |                                     |                                     |                                     |                                     |
| 7  | Pamela Ware (CAN)              | 329.10 | 7  | 318.25                              | 9                                   | 63.00                               | 66.65                               | 67.50                               | 73.50                               | 52.50                               | 323.15                              |                                     |                                     |                                     |                                     |                                     |                                     |                                     |                                     |                                     |                                     |                                     |                                     |                                     |                                     |                                     |                                     |                                     |                                     |                                     |                                     |                                     |                                     |                                     |                                     |                                     |                                     |                                     |                                     |                                     |                                     |                                     |                                     |                                     |                                     |                                     |                                     |                                     |                                     |                                     |                                     |                                     |                                     |                                     |                                     |                                     |                                     |                                     |                                     |                                     |                                     |                                     |                                     |                                     |                                     |                                     |                                     |                                     |                                     |                                     |                                     |                                     |                                     |                                     |                                     |                                     |                                     |                                     |                                     |                                     |                                     |                                     |                                     |                                     |                                     |                                     |                                     |                                     |                                     |                                     |                                     |                                     |
| 8  | Grace Reid (GBR)               | 304.95 | 14 | 314.25                              | 11                                  | 63.00                               | 65.10                               | 58.50                               | 64.50                               | 67.50                               | 318.60                              |                                     |                                     |                                     |                                     |                                     |                                     |                                     |                                     |                                     |                                     |                                     |                                     |                                     |                                     |                                     |                                     |                                     |                                     |                                     |                                     |                                     |                                     |                                     |                                     |                                     |                                     |                                     |                                     |                                     |                                     |                                     |                                     |                                     |                                     |                                     |                                     |                                     |                                     |                                     |                                     |                                     |                                     |                                     |                                     |                                     |                                     |                                     |                                     |                                     |                                     |                                     |                                     |                                     |                                     |                                     |                                     |                                     |                                     |                                     |                                     |                                     |                                     |                                     |                                     |                                     |                                     |                                     |                                     |                                     |                                     |                                     |                                     |                                     |                                     |                                     |                                     |                                     |                                     |                                     |                                     |                                     |
| 9  | Nora Subschinski (GER)         | 302.05 | 16 | 308.25                              | 12                                  | 63.00                               | 65.10                               | 63.00                               | 58.50                               | 67.50                               | 317.10                              |                                     |                                     |                                     |                                     |                                     |                                     |                                     |                                     |                                     |                                     |                                     |                                     |                                     |                                     |                                     |                                     |                                     |                                     |                                     |                                     |                                     |                                     |                                     |                                     |                                     |                                     |                                     |                                     |                                     |                                     |                                     |                                     |                                     |                                     |                                     |                                     |                                     |                                     |                                     |                                     |                                     |                                     |                                     |                                     |                                     |                                     |                                     |                                     |                                     |                                     |                                     |                                     |                                     |                                     |                                     |                                     |                                     |                                     |                                     |                                     |                                     |                                     |                                     |                                     |                                     |                                     |                                     |                                     |                                     |                                     |                                     |                                     |                                     |                                     |                                     |                                     |                                     |                                     |                                     |                                     |                                     |
| 10 | Ng Yan Yee (MAS)               | 299.05 | 17 | 324.75                              | 5                                   | 67.50                               | 65.10                               | 67.50                               | 40.50                               | 66.00                               | 306.60                              |                                     |                                     |                                     |                                     |                                     |                                     |                                     |                                     |                                     |                                     |                                     |                                     |                                     |                                     |                                     |                                     |                                     |                                     |                                     |                                     |                                     |                                     |                                     |                                     |                                     |                                     |                                     |                                     |                                     |                                     |                                     |                                     |                                     |                                     |                                     |                                     |                                     |                                     |                                     |                                     |                                     |                                     |                                     |                                     |                                     |                                     |                                     |                                     |                                     |                                     |                                     |                                     |                                     |                                     |                                     |                                     |                                     |                                     |                                     |                                     |                                     |                                     |                                     |                                     |                                     |                                     |                                     |                                     |                                     |                                     |                                     |                                     |                                     |                                     |                                     |                                     |                                     |                                     |                                     |                                     |                                     |
| 11 | Olena Fedorova (UKR)           | 318.10 | 10 | 321.00                              | 8                                   | 63.00                               | 58.50                               | 57.00                               | 58.80                               | 67.50                               | 304.80                              |                                     |                                     |                                     |                                     |                                     |                                     |                                     |                                     |                                     |                                     |                                     |                                     |                                     |                                     |                                     |                                     |                                     |                                     |                                     |                                     |                                     |                                     |                                     |                                     |                                     |                                     |                                     |                                     |                                     |                                     |                                     |                                     |                                     |                                     |                                     |                                     |                                     |                                     |                                     |                                     |                                     |                                     |                                     |                                     |                                     |                                     |                                     |                                     |                                     |                                     |                                     |                                     |                                     |                                     |                                     |                                     |                                     |                                     |                                     |                                     |                                     |                                     |                                     |                                     |                                     |                                     |                                     |                                     |                                     |                                     |                                     |                                     |                                     |                                     |                                     |                                     |                                     |                                     |                                     |                                     |                                     |
| 12 | Abigail Johnston (USA)         | 333.60 | 6  | 324.75                              | 5                                   | 67.50                               | 60.00                               | 41.85                               | 67.50                               | 66.00                               | 302.85                              |                                     |                                     |                                     |                                     |                                     |                                     |                                     |                                     |                                     |                                     |                                     |                                     |                                     |                                     |                                     |                                     |                                     |                                     |                                     |                                     |                                     |                                     |                                     |                                     |                                     |                                     |                                     |                                     |                                     |                                     |                                     |                                     |                                     |                                     |                                     |                                     |                                     |                                     |                                     |                                     |                                     |                                     |                                     |                                     |                                     |                                     |                                     |                                     |                                     |                                     |                                     |                                     |                                     |                                     |                                     |                                     |                                     |                                     |                                     |                                     |                                     |                                     |                                     |                                     |                                     |                                     |                                     |                                     |                                     |                                     |                                     |                                     |                                     |                                     |                                     |                                     |                                     |                                     |                                     |                                     |                                     |
| 13 | Kassidy Cook (USA)             | 327.75 | 8  | 304.35                              | 13                                  | nu s-a calificat în etapa următoare | nu s-a calificat în etapa următoare | nu s-a calificat în etapa următoare | nu s-a calificat în etapa următoare | nu s-a calificat în etapa următoare | nu s-a calificat în etapa următoare |                                     |                                     |                                     |                                     |                                     |                                     |                                     |                                     |                                     |                                     |                                     |                                     |                                     |                                     |                                     |                                     |                                     |                                     |                                     |                                     |                                     |                                     |                                     |                                     |                                     |                                     |                                     |                                     |                                     |                                     |                                     |                                     |                                     |                                     |                                     |                                     |                                     |                                     |                                     |                                     |                                     |                                     |                                     |                                     |                                     |                                     |                                     |                                     |                                     |                                     |                                     |                                     |                                     |                                     |                                     |                                     |                                     |                                     |                                     |                                     |                                     |                                     |                                     |                                     |                                     |                                     |                                     |                                     |                                     |                                     |                                     |                                     |                                     |                                     |                                     |                                     |                                     |                                     |                                     |                                     |                                     |
| 14 | Uschi Freitag (NED)            | 317.10 | 11 | 298.95                              | 14                                  | nu s-a calificat în etapa următoare | nu s-a calificat în etapa următoare | nu s-a calificat în etapa următoare | nu s-a calificat în etapa următoare | nu s-a calificat în etapa următoare | nu s-a calificat în etapa următoare |                                     |                                     |                                     |                                     |                                     |                                     |                                     |                                     |                                     |                                     |                                     |                                     |                                     |                                     |                                     |                                     |                                     |                                     |                                     |                                     |                                     |                                     |                                     |                                     |                                     |                                     |                                     |                                     |                                     |                                     |                                     |                                     |                                     |                                     |                                     |                                     |                                     |                                     |                                     |                                     |                                     |                                     |                                     |                                     |                                     |                                     |                                     |                                     |                                     |                                     |                                     |                                     |                                     |                                     |                                     |                                     |                                     |                                     |                                     |                                     |                                     |                                     |                                     |                                     |                                     |                                     |                                     |                                     |                                     |                                     |                                     |                                     |                                     |                                     |                                     |                                     |                                     |                                     |                                     |                                     |                                     |
| 15 | Kristina Ilinykh (RUS)         | 304.05 | 15 | 295.20                              | 15                                  | nu s-a calificat în etapa următoare | nu s-a calificat în etapa următoare | nu s-a calificat în etapa următoare | nu s-a calificat în etapa următoare | nu s-a calificat în etapa următoare | nu s-a calificat în etapa următoare |                                     |                                     |                                     |                                     |                                     |                                     |                                     |                                     |                                     |                                     |                                     |                                     |                                     |                                     |                                     |                                     |                                     |                                     |                                     |                                     |                                     |                                     |                                     |                                     |                                     |                                     |                                     |                                     |                                     |                                     |                                     |                                     |                                     |                                     |                                     |                                     |                                     |                                     |                                     |                                     |                                     |                                     |                                     |                                     |                                     |                                     |                                     |                                     |                                     |                                     |                                     |                                     |                                     |                                     |                                     |                                     |                                     |                                     |                                     |                                     |                                     |                                     |                                     |                                     |                                     |                                     |                                     |                                     |                                     |                                     |                                     |                                     |                                     |                                     |                                     |                                     |                                     |                                     |                                     |                                     |                                     |
| 16 | Dolores Hernández (MEX)        | 295.20 | 18 | 293.05                              | 16                                  | nu s-a calificat în etapa următoare | nu s-a calificat în etapa următoare | nu s-a calificat în etapa următoare | nu s-a calificat în etapa următoare | nu s-a calificat în etapa următoare | nu s-a calificat în etapa următoare |                                     |                                     |                                     |                                     |                                     |                                     |                                     |                                     |                                     |                                     |                                     |                                     |                                     |                                     |                                     |                                     |                                     |                                     |                                     |                                     |                                     |                                     |                                     |                                     |                                     |                                     |                                     |                                     |                                     |                                     |                                     |                                     |                                     |                                     |                                     |                                     |                                     |                                     |                                     |                                     |                                     |                                     |                                     |                                     |                                     |                                     |                                     |                                     |                                     |                                     |                                     |                                     |                                     |                                     |                                     |                                     |                                     |                                     |                                     |                                     |                                     |                                     |                                     |                                     |                                     |                                     |                                     |                                     |                                     |                                     |                                     |                                     |                                     |                                     |                                     |                                     |                                     |                                     |                                     |                                     |                                     |
| 17 | Tina Punzel (GER)              | 307.95 | 13 | 291.60                              | 17                                  | nu s-a calificat în etapa următoare | nu s-a calificat în etapa următoare | nu s-a calificat în etapa următoare | nu s-a calificat în etapa următoare | nu s-a calificat în etapa următoare | nu s-a calificat în etapa următoare |                                     |                                     |                                     |                                     |                                     |                                     |                                     |                                     |                                     |                                     |                                     |                                     |                                     |                                     |                                     |                                     |                                     |                                     |                                     |                                     |                                     |                                     |                                     |                                     |                                     |                                     |                                     |                                     |                                     |                                     |                                     |                                     |                                     |                                     |                                     |                                     |                                     |                                     |                                     |                                     |                                     |                                     |                                     |                                     |                                     |                                     |                                     |                                     |                                     |                                     |                                     |                                     |                                     |                                     |                                     |                                     |                                     |                                     |                                     |                                     |                                     |                                     |                                     |                                     |                                     |                                     |                                     |                                     |                                     |                                     |                                     |                                     |                                     |                                     |                                     |                                     |                                     |                                     |                                     |                                     |                                     |
| 18 | Anastasiia Nedobiga (UKR)      | 309.50 | 12 | 290.15                              | 18                                  | nu s-a calificat în etapa următoare | nu s-a calificat în etapa următoare | nu s-a calificat în etapa următoare | nu s-a calificat în etapa următoare | nu s-a calificat în etapa următoare | nu s-a calificat în etapa următoare |                                     |                                     |                                     |                                     |                                     |                                     |                                     |                                     |                                     |                                     |                                     |                                     |                                     |                                     |                                     |                                     |                                     |                                     |                                     |                                     |                                     |                                     |                                     |                                     |                                     |                                     |                                     |                                     |                                     |                                     |                                     |                                     |                                     |                                     |                                     |                                     |                                     |                                     |                                     |                                     |                                     |                                     |                                     |                                     |                                     |                                     |                                     |                                     |                                     |                                     |                                     |                                     |                                     |                                     |                                     |                                     |                                     |                                     |                                     |                                     |                                     |                                     |                                     |                                     |                                     |                                     |                                     |                                     |                                     |                                     |                                     |                                     |                                     |                                     |                                     |                                     |                                     |                                     |                                     |                                     |                                     |
| 19 | Elisabetta Marconi Maria (ITA) | 292.95 | 19 | nu s-a calificat în etapa următoare | nu s-a calificat în etapa următoare | nu s-a calificat în etapa următoare | nu s-a calificat în etapa următoare | nu s-a calificat în etapa următoare | nu s-a calificat în etapa următoare | nu s-a calificat în etapa următoare | nu s-a calificat în etapa următoare |                                     |                                     |                                     |                                     |                                     |                                     |                                     |                                     |                                     |                                     |                                     |                                     |                                     |                                     |                                     |                                     |                                     |                                     |                                     |                                     |                                     |                                     |                                     |                                     |                                     |                                     |                                     |                                     |                                     |                                     |                                     |                                     |                                     |                                     |                                     |                                     |                                     |                                     |                                     |                                     |                                     |                                     |                                     |                                     |                                     |                                     |                                     |                                     |                                     |                                     |                                     |                                     |                                     |                                     |                                     |                                     |                                     |                                     |                                     |                                     |                                     |                                     |                                     |                                     |                                     |                                     |                                     |                                     |                                     |                                     |                                     |                                     |                                     |                                     |                                     |                                     |                                     |                                     |                                     |                                     |                                     |
| 20 | Rebecca Gallantree (GBR)       | 286.65 | 20 | nu s-a calificat în etapa următoare | nu s-a calificat în etapa următoare | nu s-a calificat în etapa următoare | nu s-a calificat în etapa următoare | nu s-a calificat în etapa următoare | nu s-a calificat în etapa următoare | nu s-a calificat în etapa următoare | nu s-a calificat în etapa următoare |                                     |                                     |                                     |                                     |                                     |                                     |                                     |                                     |                                     |                                     |                                     |                                     |                                     |                                     |                                     |                                     |                                     |                                     |                                     |                                     |                                     |                                     |                                     |                                     |                                     |                                     |                                     |                                     |                                     |                                     |                                     |                                     |                                     |                                     |                                     |                                     |                                     |                                     |                                     |                                     |                                     |                                     |                                     |                                     |                                     |                                     |                                     |                                     |                                     |                                     |                                     |                                     |                                     |                                     |                                     |                                     |                                     |                                     |                                     |                                     |                                     |                                     |                                     |                                     |                                     |                                     |                                     |                                     |                                     |                                     |                                     |                                     |                                     |                                     |                                     |                                     |                                     |                                     |                                     |                                     |                                     |
| 21 | Cheong Jun Hoong (MAS)         | 282.25 | 21 | nu s-a calificat în etapa următoare | nu s-a calificat în etapa următoare | nu s-a calificat în etapa următoare | nu s-a calificat în etapa următoare | nu s-a calificat în etapa următoare | nu s-a calificat în etapa următoare | nu s-a calificat în etapa următoare | nu s-a calificat în etapa următoare |                                     |                                     |                                     |                                     |                                     |                                     |                                     |                                     |                                     |                                     |                                     |                                     |                                     |                                     |                                     |                                     |                                     |                                     |                                     |                                     |                                     |                                     |                                     |                                     |                                     |                                     |                                     |                                     |                                     |                                     |                                     |                                     |                                     |                                     |                                     |                                     |                                     |                                     |                                     |                                     |                                     |                                     |                                     |                                     |                                     |                                     |                                     |                                     |                                     |                                     |                                     |                                     |                                     |                                     |                                     |                                     |                                     |                                     |                                     |                                     |                                     |                                     |                                     |                                     |                                     |                                     |                                     |                                     |                                     |                                     |                                     |                                     |                                     |                                     |                                     |                                     |                                     |                                     |                                     |                                     |                                     |
| 22 | Melany Hernandez (MEX)         | 279.45 | 22 | nu s-a calificat în etapa următoare | nu s-a calificat în etapa următoare | nu s-a calificat în etapa următoare | nu s-a calificat în etapa următoare | nu s-a calificat în etapa următoare | nu s-a calificat în etapa următoare | nu s-a calificat în etapa următoare | nu s-a calificat în etapa următoare |                                     |                                     |                                     |                                     |                                     |                                     |                                     |                                     |                                     |                                     |                                     |                                     |                                     |                                     |                                     |                                     |                                     |                                     |                                     |                                     |                                     |                                     |                                     |                                     |                                     |                                     |                                     |                                     |                                     |                                     |                                     |                                     |                                     |                                     |                                     |                                     |                                     |                                     |                                     |                                     |                                     |                                     |                                     |                                     |                                     |                                     |                                     |                                     |                                     |                                     |                                     |                                     |                                     |                                     |                                     |                                     |                                     |                                     |                                     |                                     |                                     |                                     |                                     |                                     |                                     |                                     |                                     |                                     |                                     |                                     |                                     |                                     |                                     |                                     |                                     |                                     |                                     |                                     |                                     |                                     |                                     |
| 23 | Diana Pineda (COL)             | 276.90 | 23 | nu s-a calificat în etapa următoare | nu s-a calificat în etapa următoare | nu s-a calificat în etapa următoare | nu s-a calificat în etapa următoare | nu s-a calificat în etapa următoare | nu s-a calificat în etapa următoare | nu s-a calificat în etapa următoare | nu s-a calificat în etapa următoare |                                     |                                     |                                     |                                     |                                     |                                     |                                     |                                     |                                     |                                     |                                     |                                     |                                     |                                     |                                     |                                     |                                     |                                     |                                     |                                     |                                     |                                     |                                     |                                     |                                     |                                     |                                     |                                     |                                     |                                     |                                     |                                     |                                     |                                     |                                     |                                     |                                     |                                     |                                     |                                     |                                     |                                     |                                     |                                     |                                     |                                     |                                     |                                     |                                     |                                     |                                     |                                     |                                     |                                     |                                     |                                     |                                     |                                     |                                     |                                     |                                     |                                     |                                     |                                     |                                     |                                     |                                     |                                     |                                     |                                     |                                     |                                     |                                     |                                     |                                     |                                     |                                     |                                     |                                     |                                     |                                     |
| 24 | Elizabeth Cui (NZL)            | 273.30 | 24 | nu s-a calificat în etapa următoare | nu s-a calificat în etapa următoare | nu s-a calificat în etapa următoare | nu s-a calificat în etapa următoare | nu s-a calificat în etapa următoare | nu s-a calificat în etapa următoare | nu s-a calificat în etapa următoare | nu s-a calificat în etapa următoare |                                     |                                     |                                     |                                     |                                     |                                     |                                     |                                     |                                     |                                     |                                     |                                     |                                     |                                     |                                     |                                     |                                     |                                     |                                     |                                     |                                     |                                     |                                     |                                     |                                     |                                     |                                     |                                     |                                     |                                     |                                     |                                     |                                     |                                     |                                     |                                     |                                     |                                     |                                     |                                     |                                     |                                     |                                     |                                     |                                     |                                     |                                     |                                     |                                     |                                     |                                     |                                     |                                     |                                     |                                     |                                     |                                     |                                     |                                     |                                     |                                     |                                     |                                     |                                     |                                     |                                     |                                     |                                     |                                     |                                     |                                     |                                     |                                     |                                     |                                     |                                     |                                     |                                     |                                     |                                     |                                     |
| 25 | Marcela Marić (CRO)            | 271.40 | 25 | nu s-a calificat în etapa următoare | nu s-a calificat în etapa următoare | nu s-a calificat în etapa următoare | nu s-a calificat în etapa următoare | nu s-a calificat în etapa următoare | nu s-a calificat în etapa următoare | nu s-a calificat în etapa următoare | nu s-a calificat în etapa următoare |                                     |                                     |                                     |                                     |                                     |                                     |                                     |                                     |                                     |                                     |                                     |                                     |                                     |                                     |                                     |                                     |                                     |                                     |                                     |                                     |                                     |                                     |                                     |                                     |                                     |                                     |                                     |                                     |                                     |                                     |                                     |                                     |                                     |                                     |                                     |                                     |                                     |                                     |                                     |                                     |                                     |                                     |                                     |                                     |                                     |                                     |                                     |                                     |                                     |                                     |                                     |                                     |                                     |                                     |                                     |                                     |                                     |                                     |                                     |                                     |                                     |                                     |                                     |                                     |                                     |                                     |                                     |                                     |                                     |                                     |                                     |                                     |                                     |                                     |                                     |                                     |                                     |                                     |                                     |                                     |                                     |
| 26 | Nadezhda Bazhina (RUS)         | 252.00 | 26 | nu s-a calificat în etapa următoare | nu s-a calificat în etapa următoare | nu s-a calificat în etapa următoare | nu s-a calificat în etapa următoare | nu s-a calificat în etapa următoare | nu s-a calificat în etapa următoare | nu s-a calificat în etapa următoare | nu s-a calificat în etapa următoare | nu s-a calificat în etapa următoare | nu s-a calificat în etapa următoare | nu s-a calificat în etapa următoare | nu s-a calificat în etapa următoare | nu s-a calificat în etapa următoare | nu s-a calificat în etapa următoare | nu s-a calificat în etapa următoare | nu s-a calificat în etapa următoare | nu s-a calificat în etapa următoare | nu s-a calificat în etapa următoare | nu s-a calificat în etapa următoare | nu s-a calificat în etapa următoare | nu s-a calificat în etapa următoare | nu s-a calificat în etapa următoare | nu s-a calificat în etapa următoare | nu s-a calificat în etapa următoare | nu s-a calificat în etapa următoare | nu s-a calificat în etapa următoare | nu s-a calificat în etapa următoare | nu s-a calificat în etapa următoare | nu s-a calificat în etapa următoare | nu s-a calificat în etapa următoare | nu s-a calificat în etapa următoare | nu s-a calificat în etapa următoare | nu s-a calificat în etapa următoare | nu s-a calificat în etapa următoare | nu s-a calificat în etapa următoare | nu s-a calificat în etapa următoare | nu s-a calificat în etapa următoare | nu s-a calificat în etapa următoare | nu s-a calificat în etapa următoare | nu s-a calificat în etapa următoare | nu s-a calificat în etapa următoare | nu s-a calificat în etapa următoare | nu s-a calificat în etapa următoare | nu s-a calificat în etapa următoare | nu s-a calificat în etapa următoare | nu s-a calificat în etapa următoare | nu s-a calificat în etapa următoare | nu s-a calificat în etapa următoare | nu s-a calificat în etapa următoare | nu s-a calificat în etapa următoare | nu s-a calificat în etapa următoare | nu s-a calificat în etapa următoare | nu s-a calificat în etapa următoare | nu s-a calificat în etapa următoare | nu s-a calificat în etapa următoare | nu s-a calificat în etapa următoare | nu s-a calificat în etapa următoare | nu s-a calificat în etapa următoare | nu s-a calificat în etapa următoare | nu s-a calificat în etapa următoare | nu s-a calificat în etapa următoare | nu s-a calificat în etapa următoare | nu s-a calificat în etapa următoare | nu s-a calificat în etapa următoare | nu s-a calificat în etapa următoare | nu s-a calificat în etapa următoare | nu s-a calificat în etapa următoare | nu s-a calificat în etapa următoare | nu s-a calificat în etapa următoare | nu s-a calificat în etapa următoare | nu s-a calificat în etapa următoare | nu s-a calificat în etapa următoare | nu s-a calificat în etapa următoare | nu s-a calificat în etapa următoare | nu s-a calificat în etapa următoare | nu s-a calificat în etapa următoare | nu s-a calificat în etapa următoare | nu s-a calificat în etapa următoare | nu s-a calificat în etapa următoare | nu s-a calificat în etapa următoare | nu s-a calificat în etapa următoare | nu s-a calificat în etapa următoare | nu s-a calificat în etapa următoare | nu s-a calificat în etapa următoare | nu s-a calificat în etapa următoare | nu s-a calificat în etapa următoare | nu s-a calificat în etapa următoare | nu s-a calificat în etapa următoare | nu s-a calificat în etapa următoare |
| 27 | Juliana Veloso (BRA)           | 240.90 | 27 | nu s-a calificat în etapa următoare | nu s-a calificat în etapa următoare | nu s-a calificat în etapa următoare | nu s-a calificat în etapa următoare | nu s-a calificat în etapa următoare | nu s-a calificat în etapa următoare | nu s-a calificat în etapa următoare | nu s-a calificat în etapa următoare |                                     |                                     |                                     |                                     |                                     |                                     |                                     |                                     |                                     |                                     |                                     |                                     |                                     |                                     |                                     |                                     |                                     |                                     |                                     |                                     |                                     |                                     |                                     |                                     |                                     |                                     |                                     |                                     |                                     |                                     |                                     |                                     |                                     |                                     |                                     |                                     |                                     |                                     |                                     |                                     |                                     |                                     |                                     |                                     |                                     |                                     |                                     |                                     |                                     |                                     |                                     |                                     |                                     |                                     |                                     |                                     |                                     |                                     |                                     |                                     |                                     |                                     |                                     |                                     |                                     |                                     |                                     |                                     |                                     |                                     |                                     |                                     |                                     |                                     |                                     |                                     |                                     |                                     |                                     |                                     |                                     |
| 28 | Maha Amer (EGY)                | 238.55 | 28 | nu s-a calificat în etapa următoare | nu s-a calificat în etapa următoare | nu s-a calificat în etapa următoare | nu s-a calificat în etapa următoare | nu s-a calificat în etapa următoare | nu s-a calificat în etapa următoare | nu s-a calificat în etapa următoare | nu s-a calificat în etapa următoare |                                     |                                     |                                     |                                     |                                     |                                     |                                     |                                     |                                     |                                     |                                     |                                     |                                     |                                     |                                     |                                     |                                     |                                     |                                     |                                     |                                     |                                     |                                     |                                     |                                     |                                     |                                     |                                     |                                     |                                     |                                     |                                     |                                     |                                     |                                     |                                     |                                     |                                     |                                     |                                     |                                     |                                     |                                     |                                     |                                     |                                     |                                     |                                     |                                     |                                     |                                     |                                     |                                     |                                     |                                     |                                     |                                     |                                     |                                     |                                     |                                     |                                     |                                     |                                     |                                     |                                     |                                     |                                     |                                     |                                     |                                     |                                     |                                     |                                     |                                     |                                     |                                     |                                     |                                     |                                     |                                     |
| 29 | Julia Vincent (RSA)            | 220.30 | 29 | nu s-a calificat în etapa următoare | nu s-a calificat în etapa următoare | nu s-a calificat în etapa următoare | nu s-a calificat în etapa următoare | nu s-a calificat în etapa următoare | nu s-a calificat în etapa următoare | nu s-a calificat în etapa următoare | nu s-a calificat în etapa următoare |                                     |                                     |                                     |                                     |                                     |                                     |                                     |                                     |                                     |                                     |                                     |                                     |                                     |                                     |                                     |                                     |                                     |                                     |                                     |                                     |                                     |                                     |                                     |                                     |                                     |                                     |                                     |                                     |                                     |                                     |                                     |                                     |                                     |                                     |                                     |                                     |                                     |                                     |                                     |                                     |                                     |                                     |                                     |                                     |                                     |                                     |                                     |                                     |                                     |                                     |                                     |                                     |                                     |                                     |                                     |                                     |                                     |                                     |                                     |                                     |                                     |                                     |                                     |                                     |                                     |                                     |                                     |                                     |                                     |                                     |                                     |                                     |                                     |                                     |                                     |                                     |                                     |                                     |                                     |                                     |                                     |